# Iso Hirvasjärvi (sjö i Pello, Lappland)
Iso Hirvasjärvi är en sjö i kommunen Pello i landskapet Lappland i Finland. Arean är 36 hektar och strandlinjen är 2,78 kilometer lång. Sjön  ingår i Torne älvs huvudavrinningsområde.   Den ligger omkring 54 kilometer nordväst om Rovaniemi och omkring 740 kilometer norr om Helsingfors.